# (9786) Gakutensoku
(9786) Gakutensoku est un astéroïde de la ceinture principale.

## Description
(9786) Gakutensoku est un astéroïde de la ceinture principale. Il fut découvert le 19 janvier 1995 à Ōizumi par Takao Kobayashi. Il présente une orbite caractérisée par un demi-grand axe de 2,84 UA, une excentricité de 0,08 et une inclinaison de 1,1° par rapport à l'écliptique.

## Compléments